# Pietro Redondi
Pietro Redondi (* 1950) ist ein italienischer Wissenschaftshistoriker, bekannt für Thesen zum Fall Galileo Galilei.

## Leben
Redondi wurde 1978 an der Elite-Hochschule École des hautes études en sciences sociales in Paris in Wissenschaftsgeschichte promoviert. 1981 bis 1992 forschte er für das CNRS am Centre Alexandre Koyré in Paris, 1985 bis 1990 als stellvertretender Direktor. 1983 war er am Institute for Advanced Studies. Ab 1983 war er Assistenzprofessor (Professore Associato) und dann ordentlicher Professor für Wissenschaftsgeschichte an der Universität Bologna. Redondi ist Professor in der Fakultät für Psychologie der Universität Mailand-Bicocca.
2012 war er Gastprofessor für Technikgeschichte am Conservatoire National des Arts et Métiers in Paris.
Redondi vertrat in seinem Buch von 1983 eine umstrittene neue Sichtweise des Galilei-Prozesses. Danach war der Hauptgrund seiner Verurteilung nicht das Eintreten für das Kopernikanische Weltbild, sondern schon früher sein Konflikt mit den Jesuiten in seinem Buch Il Saggiatore von 1623, in dem er eine Atomtheorie vertrat, die der katholischen Lehre des Abendmahls zuwiderlief. Ihre Anzeige bei der Inquisition (anonym, um 1624, von Redondi in den Inquisitionsarchiven entdeckt) hatte damals keinen Erfolg und die Jesuiten hätten 1632 (Galilei-Prozess) eine neue Chance gesehen, als der Papst und die Kurie, die Galilei protegiert hatten, durch die Gegenreformation besonders von spanischer Seite unter Druck gerieten. Die Thesen und Interpretationen Redondis wurden von den Galilei-Forschern überwiegend abgelehnt.
Redondi befasste sich auch mit der Galilei-Rezeption und der Idealisierung von Galilei im 19. Jahrhundert. Weiter beschäftigte er sich mit dem Galilei-Forscher Alexandre Koyré.
1983 bis 1993 war er Gründungsherausgeber von History and Technology. 1985 erhielt er die Bronzemedaille des CNRS.

## Schriften
- Galilei, der Ketzer, Beck 1989, dtv 1991 (Original: Galileo eretico, Turin, Einaudi 1983, englische Übersetzung Galileo, heretic, Princeton University Press 1987)
- Herausgeber mit P. V. Pillai History of sciences: the french debate, New Delhi 1989
- Herausgeber: Alexandre Koyré, de la mystique à la science. Cours, conférences et documents 1922-1962, Paris, École des Hautes Études en Sciences Sociales, 1986
- Storie del tempo, Rom 2007
- L’accueil des idées de Sadi Carnot et la technologie française de 1820 à 1860: de la légende à l’histoire, Paris 1980
- Herausgeber mit anderen: The Scientific Legacy of Beppo Occhialini, Springer Verlag 2007